# Bural
Bural est une compagnie aérienne basée à Oulan-Oude, en Russie. Elle assure des vols commerciaux depuis l'aéroport international Baïkal.

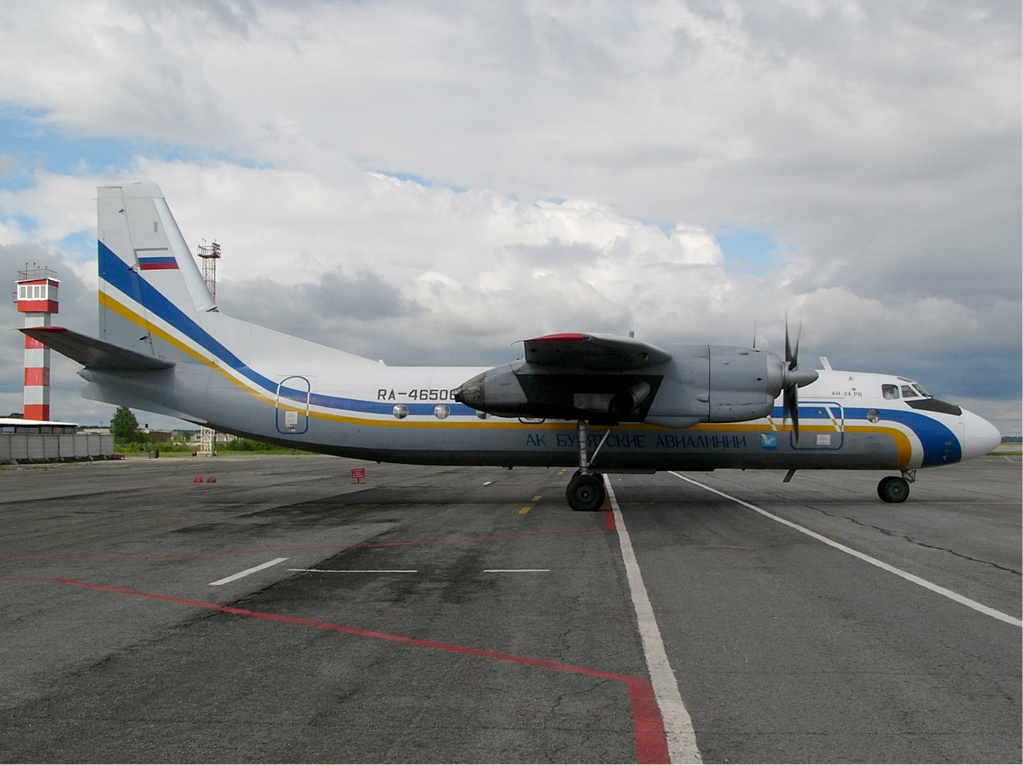
Antonov An-24RV de Buryat Airlines

## Histoire
La compagnie aérienne est fondée en 1933 sous le nom de Buryatia Air Enterprise. Elle est privatisée en 1993 et prend le nom de Buryatia Airlines. 

## Flotte
La flotte de Bural comprend les appareils suivants (en juillet 2012) : 
- 4 Antonov An-2
- 4 Antonov An-24
- 5 Mil Mi-8T

Ancienne flotte :
- Tupolev Tu-154M
- Iliouchine Il-62M
- Antonov An-26
- Let L-410

## Destinations
- Russie
  - Bagdarin — Aéroport de Bagdarin
  - Kyzyl — Aéroport de Kyzyl
  - Nizhneangarsk — Aéroport de Nizhneangarsk
  - Taksimo — Aéroport de Taksimo
  - Oulan-Oude — Aéroport international Baïkal Hub
  - Irkoutsk — Aéroport international d'Irkoutsk

### Anciennes destinations
- Chine
  - Manzhouli — Aéroport de Manzhouli Xijiao

- Russie
  - Moscou — Aéroport de Moscou-Domodedovo
  - Bouriatie — Kiakhta (Aéroport de Kyalhta), Zakamensk (Aéroport de Zakamensk)

## Partage de code
La compagnie aérienne partage ses codes avec :
- PANH